# Lockhartia longifolia
Lockhartia longifolia är en orkidéart som först beskrevs av John Lindley, och fick sitt nu gällande namn av Rudolf Schlechter. Lockhartia longifolia ingår i släktet Lockhartia och familjen orkidéer. Inga underarter finns listade i Catalogue of Life.